# Lutheran
Lutheran ist ein Ortsteil der Stadt Lübz im Landkreis Ludwigslust-Parchim in Mecklenburg.

## Lage
Der Ort liegt in einer flachen Ebene westlich der Müritz-Elde-Wasserstraße etwa 2 km westlich von Lübz und 12 km östlich von Parchim. Östlich des Ortes verläuft die Müritz-Elde-Wasserstraße. Nennenswerte Seen und Waldgebiete, ebenso wie herausragende Anhöhen existieren im Gemeindegebiet nicht.
Durch Lutheran führen die Bundesstraße 191 und die Bahnstrecke Parchim–Neubrandenburg, die aber im Ortsgebiet keinen Haltepunkt hat. Zu Lutheran gehört der Hof Gischow. Sehenswürdig ist die Backsteinkirche.

## Geschichte

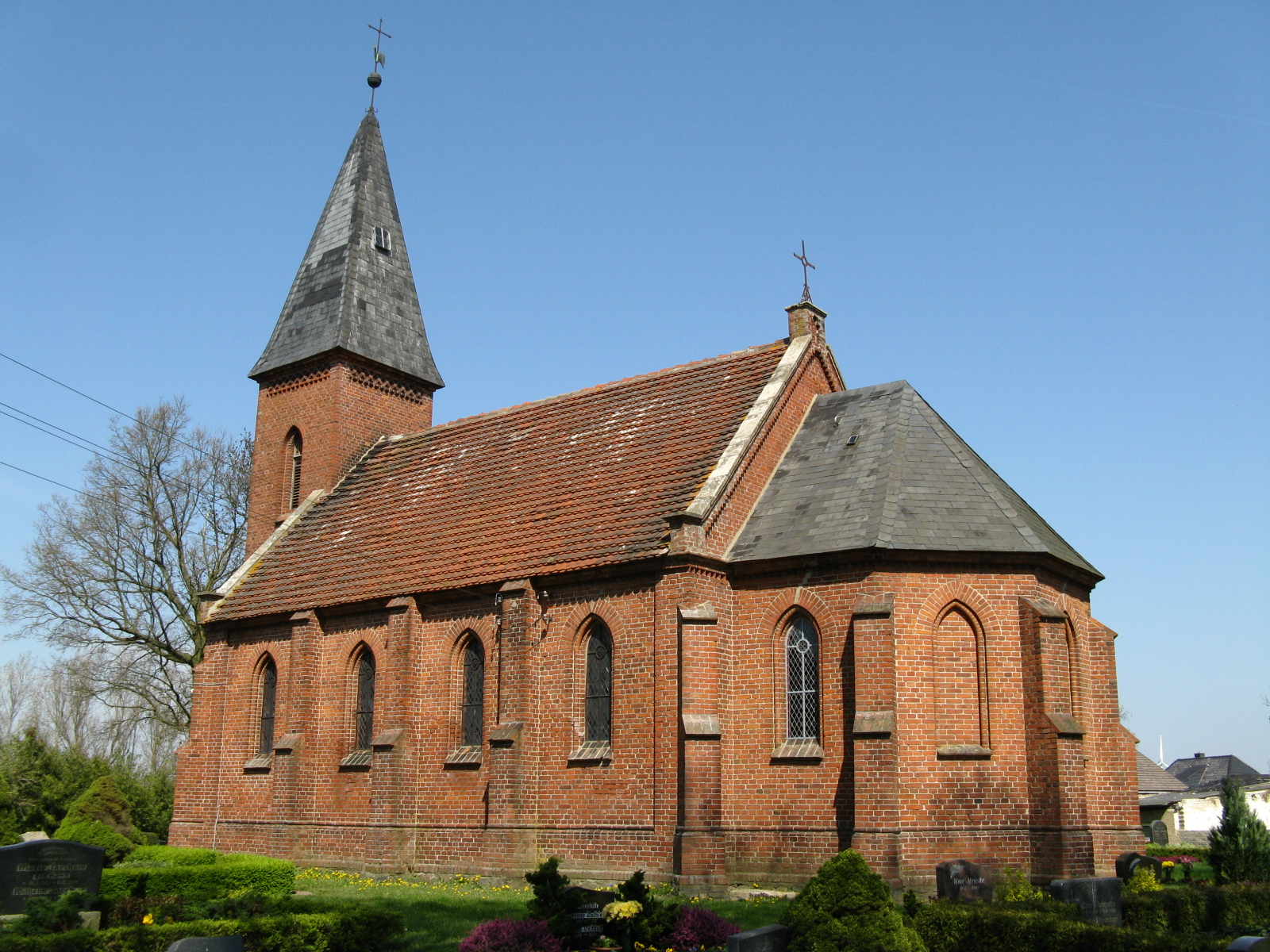
Dorfkirche Lutheran

Lutheran wurde 1324 erstmals als Latran urkundlich erwähnt. Eine Herleitung des Namens von Martin Luther bezugnehmend auf den Nachbarort Rom (Mecklenburg) ist daher nicht möglich. Am 1. Januar 1951 wurden die bis dahin eigenständigen Gemeinden Beckendorf und Greven eingegliedert. Am 1. Januar 1974 wurden sie in die Gemeinde Granzin umgegliedert. Am 25. Mai 2014 wurde Lutheran nach Lübz eingemeindet.

## Persönlichkeiten
- Ludwig Brunow (1843–1913), Bildhauer